# Замок Амбрас

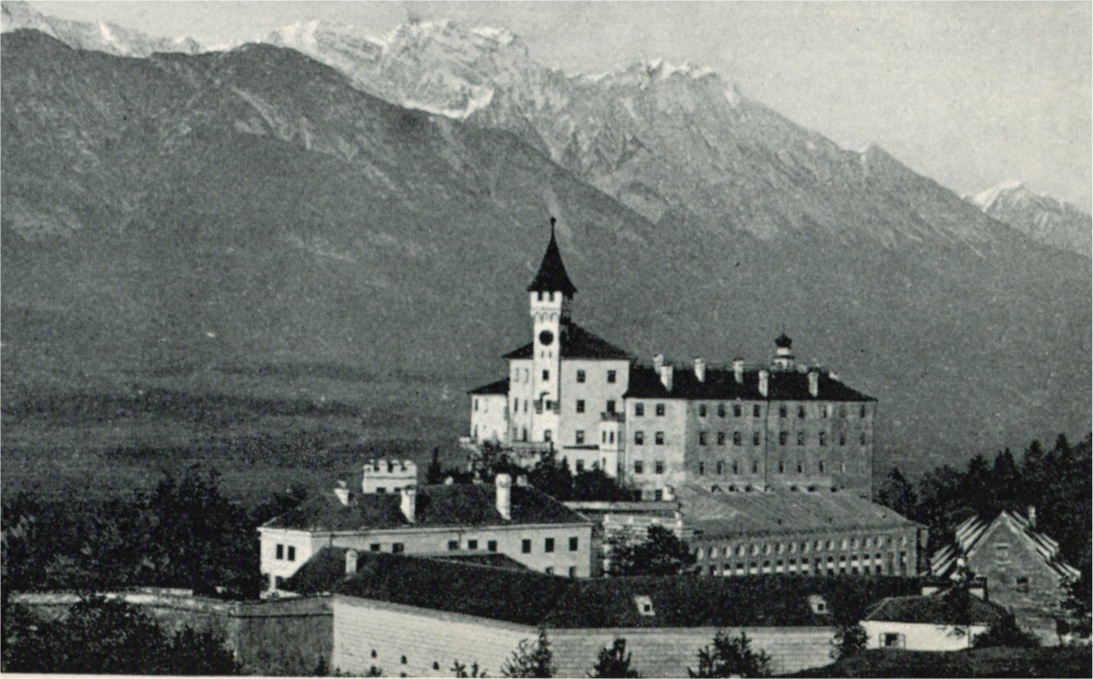
Замок на світлині 1898 року

Замок Амбрас (нім. Schloss Ambras) — найбільший середньовічний замок і палац побудований на 100-метровій скелі над рівнем долини річки Інн у місті Інсбрук в Австрії. Цей великий замковий комплекс належить до найпопулярніших туристичних визначних пам'яток Тіролю і завдяки своїм колекціям мистецтва, які зібрав ерцгерцог Фердинанд II (1529—1595), вважається найстарішим музеєм у світі. Замок Амбрас розміщений на околиці Інсбрука посеред просторого замкового парку на висоті 587 метрів над рівнем моря. Замковий комплекс епохи Відродження складається з трьох частин, Нижнього замку Амбрас, Верхнього замку Амбрас та Іспанської зали.

## Історія
Перша письмова згадка про укріплене місце Амбрас датується 1078 роком. Коли Інсбрук ще не був містом, він був родовим замком графів Андекської династії, чиї землі лежали у Верхній Баварії. Проте до наших днів від замку не залишилося нічого, він був зруйнований у 1133 році. Згодом замок успадкував тірольський князь.
У 1282 році замок успадкував граф Майнгард II, який значно його розширив. Замок залишався до кінця монархії у власності правителів Тіроля. Після смерті Маргарити Тірольської у 1369 році замком заволоділи Габсбурги, які спочатку ним не цікавилися. Імператор Священної Римської імперії Максиміліан I любив відвідувати замок для полювання і поліпшив його структуру.

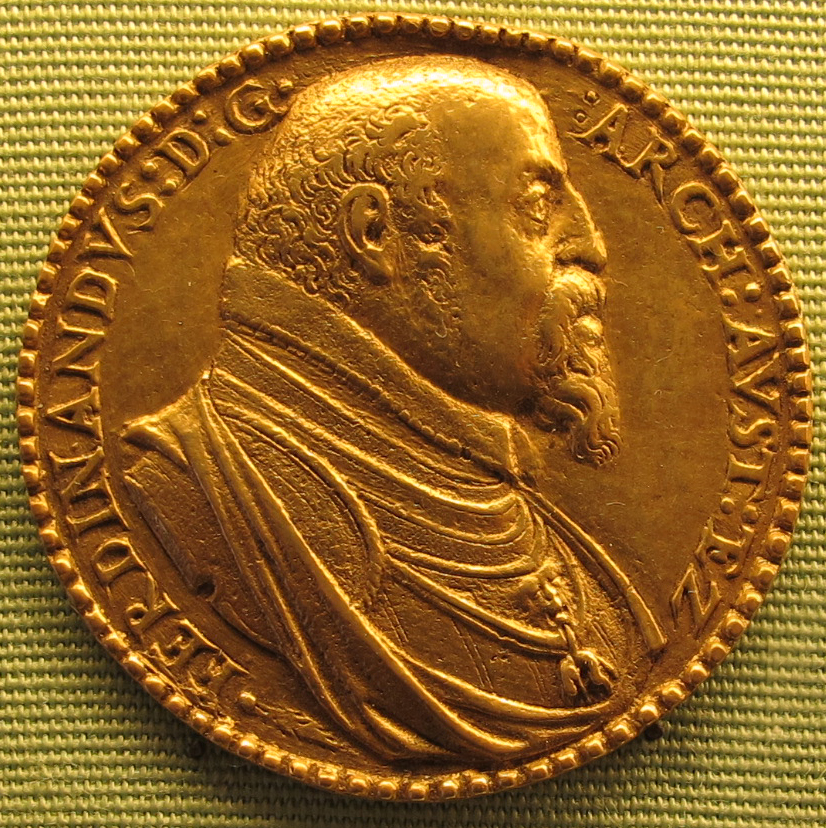
Фердинанд II. 1594-96

У 1564 році замок Амбрас викупив Імператор Фердинанд I. Однак культурно-історична значимість замку пов'язана з його сином — ерцгерцогом Австрії Фердинандом II , який був одним з найвідоміших колекціонерів мистецтва в історії. У XVI столітті на місці давнішого замку X століття в Амбрасі він наказав спорудити середньовічну фортецю як подарунок для своєї дружини Філіпіни Вельзер (1527—1580). У 1567—1595 роках замок був сімейною резиденцією ерцгерцога, де зберігалися його всесвітньо відомі колекції творів мистецтва та зброї. 230 слуг працювали в замку для добробуту князівської родини.
Над Нижнім замком (Unterschloss) розміщена знаменита Іспанська зала (Spanischer Saal), що має різьблену дерев'яну стелю і стіни прикрашені 27 великими портретами правителів Тіролю від графа Альберта I тирольського (1100 — ?) до ерцгерцога Фердинанда II.

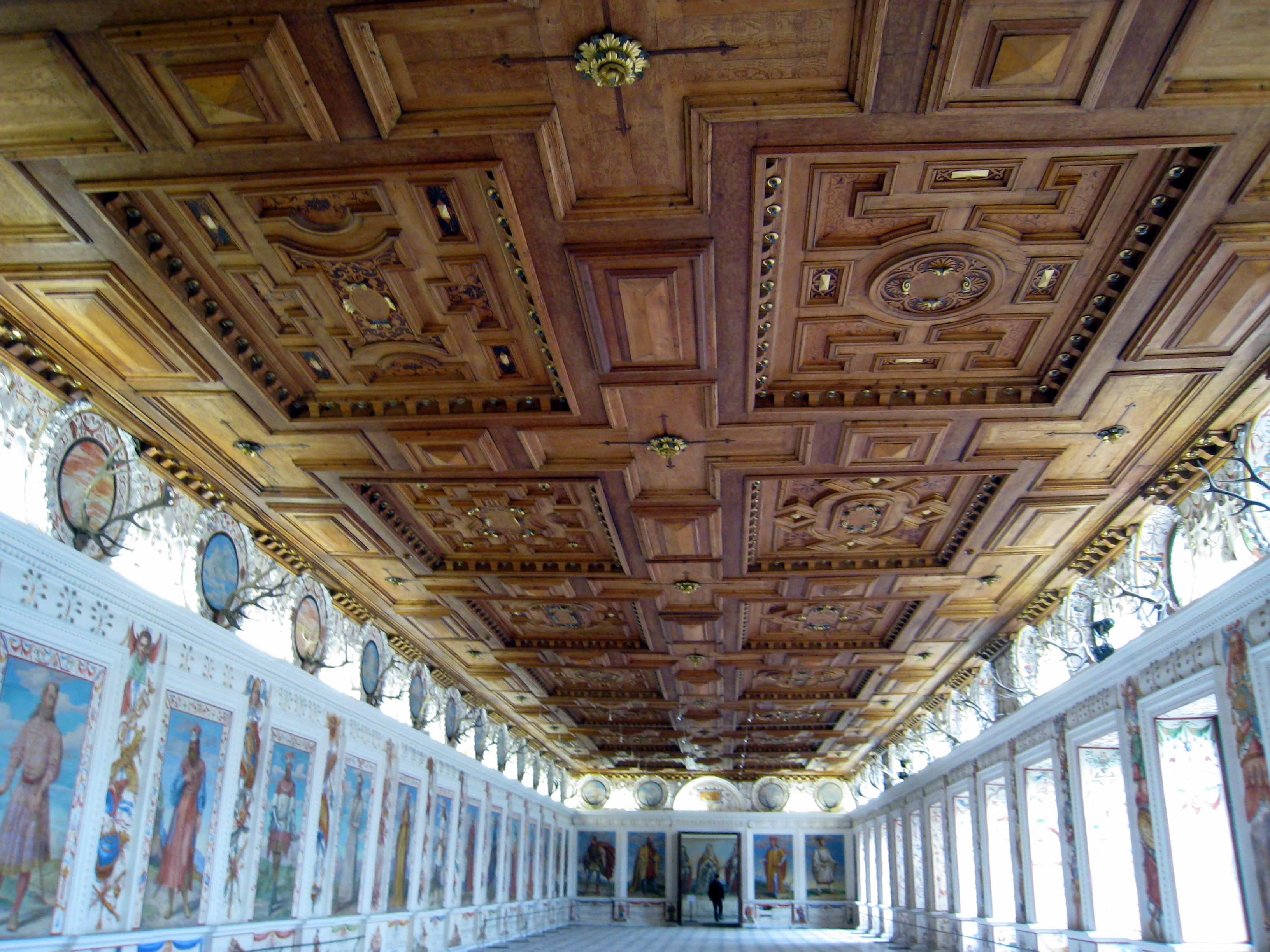
Іспанська зала. 2008

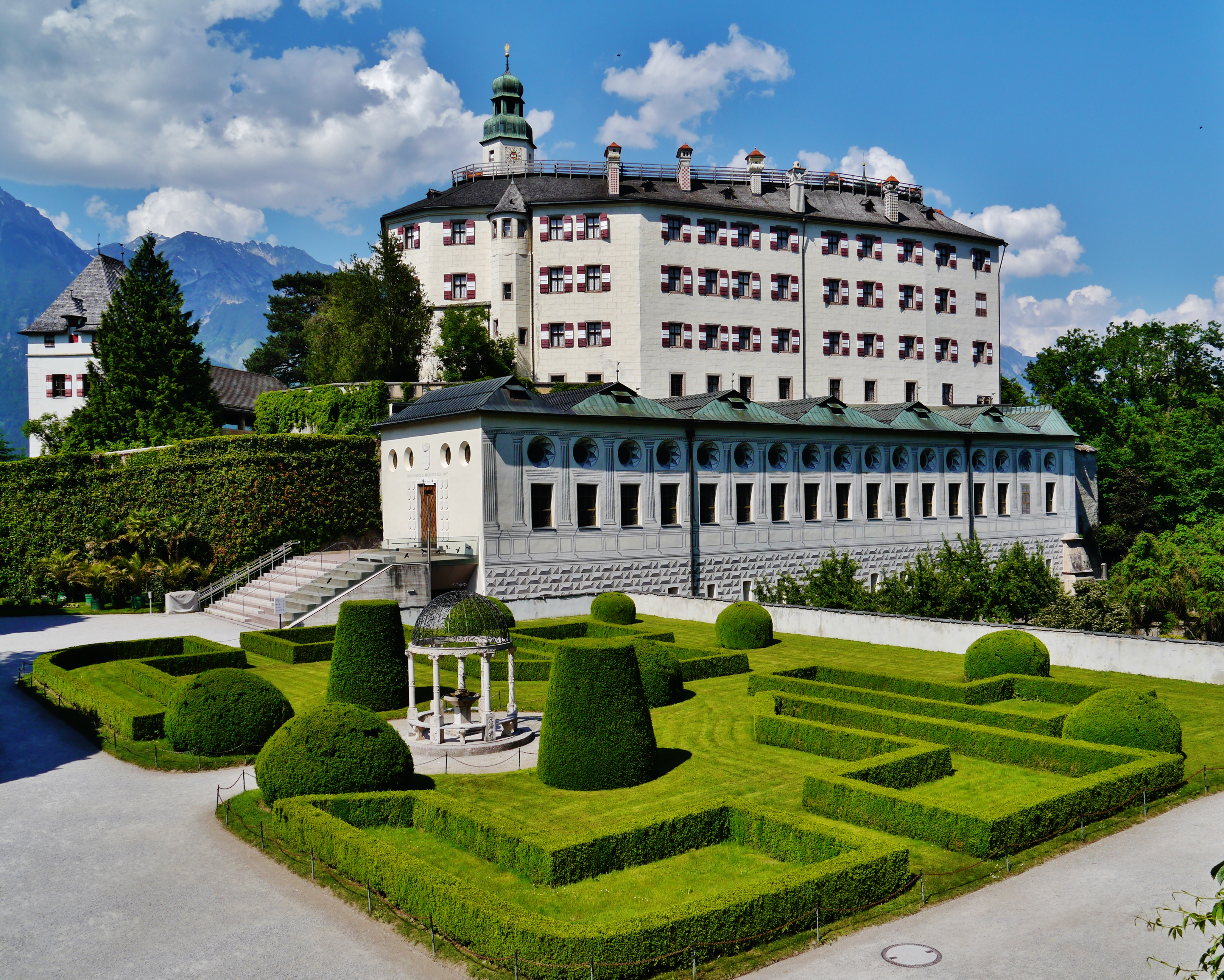
Замковий сад, Іспанська зала і Вижній замок

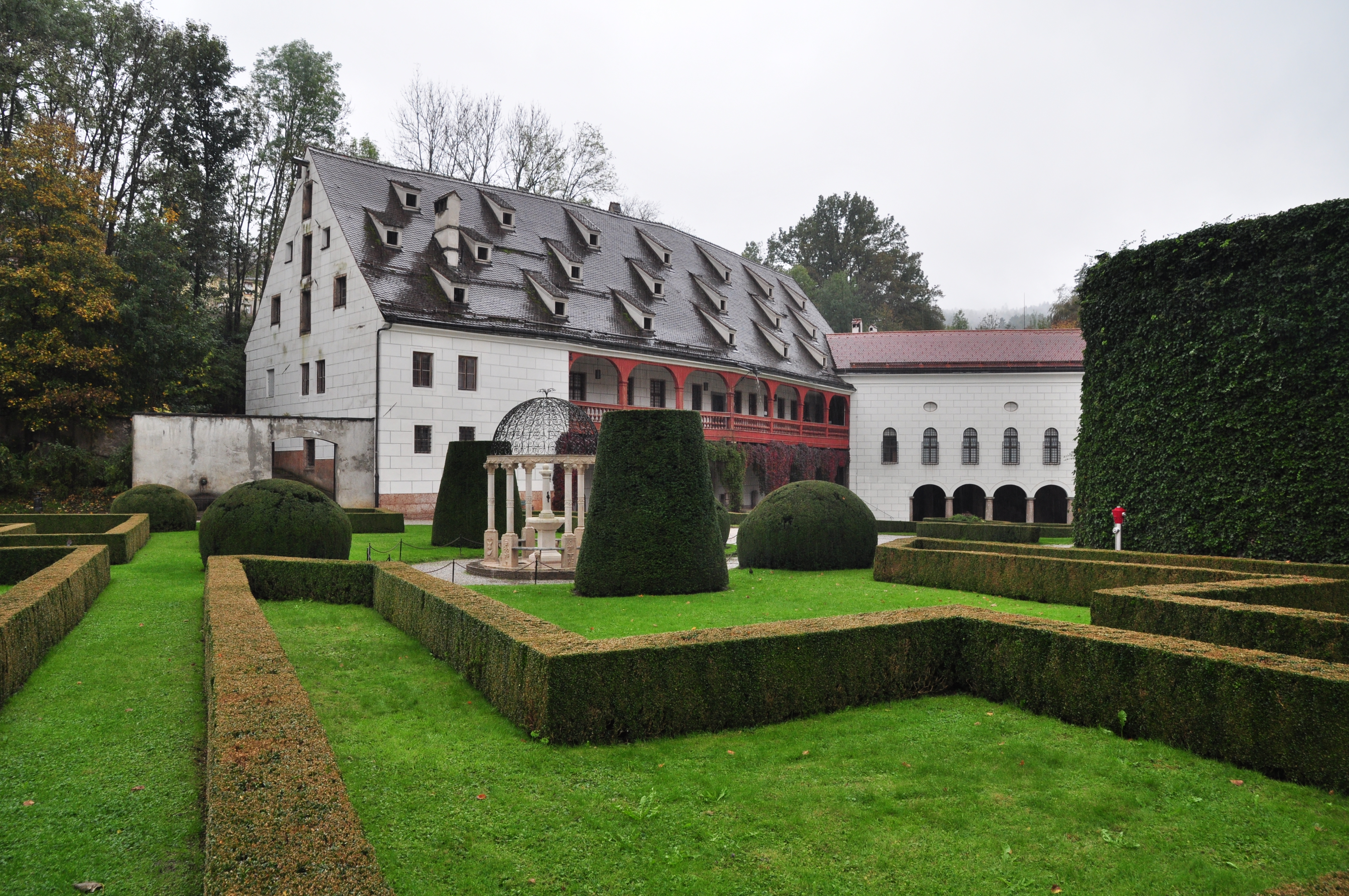
Нижній замок. 2017

Іспанська зала була побудована у 1529—1572 роках і була призначена для гри у м'яч і святкових заходів, які відбуваються тут і тепер, зокрема концерти фестивалю давньої музики в Інсбруку.
Після смерті Фердинанда ІІ у 1595 році замок успадкував його син Карл (1560—1618), який не був особливо зацікавлений замком та його колекціями. Тому в 1607 році, після десяти років переговорів, замок Амбрас придбав імператор Рудольф II. Він об'єднав колекцію замку з власною, що врятувало її для нащадків.
У XVII столітті імператор Леопольд I перевіз до Відня найцінніші та найвразливіші предмети: книги, рукописи та ранні друковані роботи. Тепер вони зберігаються в Австрійській національній бібліотеці.
Значні зміни в замку та навколишньому парку сталися після 1855 року, коли палац був реконструйований для літньої резиденції тодішнього губернатора Тіроля ерцгерцога Карла Людвіга . У 1880 році замок знову відремонтували і перетворили на музей.
У 1919 році після розпаду Австро-Угорської імперії замок Амбрас став власністю Республіки Австрія. З 1950 року будівлі замку та його колекції перейшли до Музею історії мистецтв у Відні.
У 1970-х роках почалася комплексна реставрація Іспанської зали, житлових приміщень та живопису у Верхньому замку, а в 1976 році була завершена Габсбурзька портретна галерея з XV—XIX століть. У 1980—1981 роках у Нижньому замку знову було створено Палату зброї.

## Музей замку Амбрас
Замок Амбрас є федеральним музеєм Австрійської Республіки. Він є адміністративною частиною Музею історії мистецтв Відня.

### Іспанська зала
43-метрова Іспанська зала, побудована між 1569 і 1572 роками, надежить до найважливіших залів епохи Відродження. На її стінах розміщені 27 портретів у повний зріст княжих правителів Тіролю. Тут часто відбуваються концерти класичної музики відомих музикантів.

### Палата мистецтв і чудес

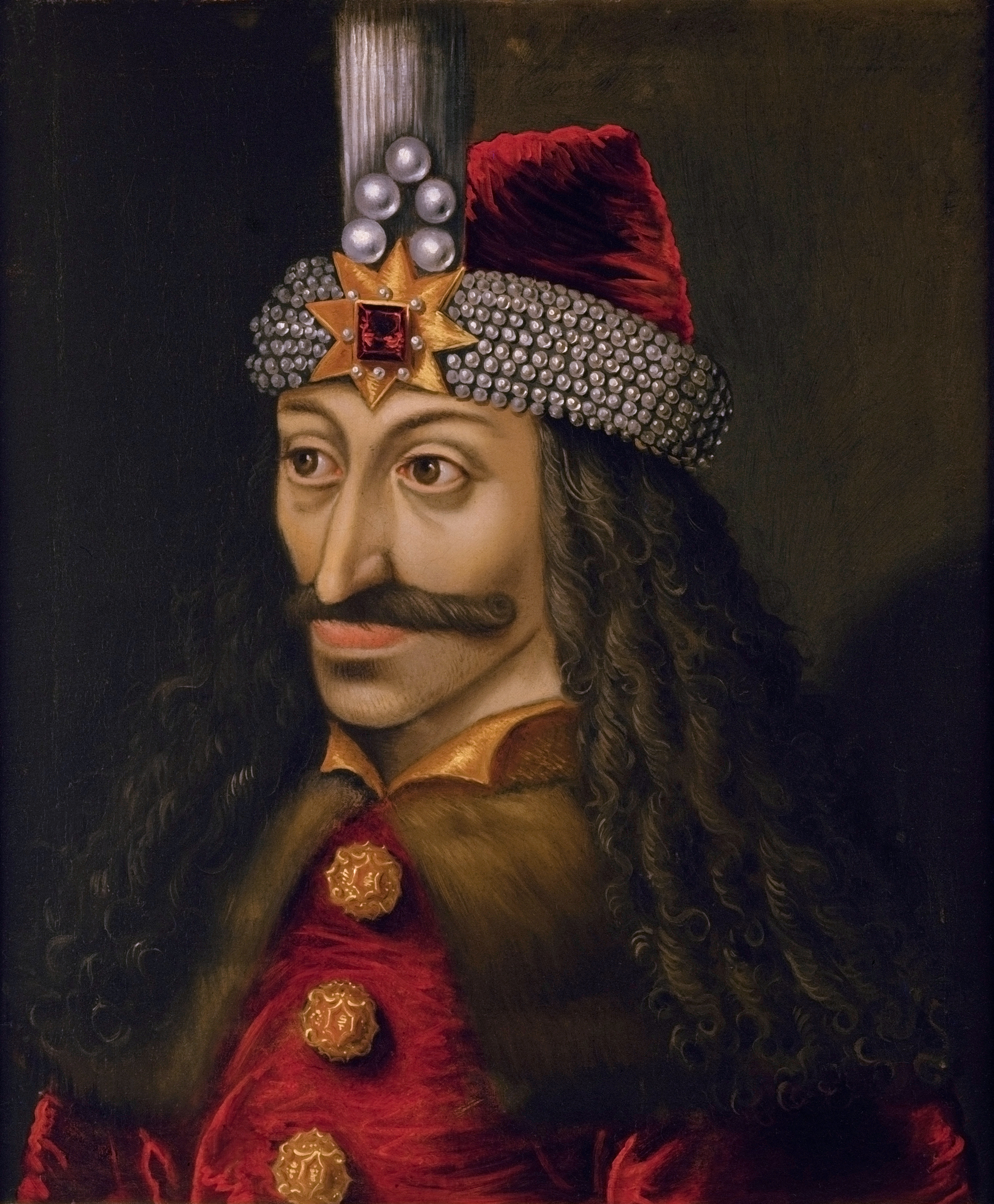
Портрет Влада Дракули

Це єдина вціліла художня камера епохи Відродження, яку все ще можна побачити на її оригінальному місці. Подібні палати в таких містах як Мюнхен, Прага або Штутгарт були розграбовані, або їх характер змінився, як у Дрездені або Касселі. В палаті можна побачити штучні та природні чудеса (рідкісні, унікальні речі природи, екзотичні та чудові речі), наукові речі, дорогоцінні об'єкти, іграшки або предмети розкоші того часу, тощо.

## Замковий парк

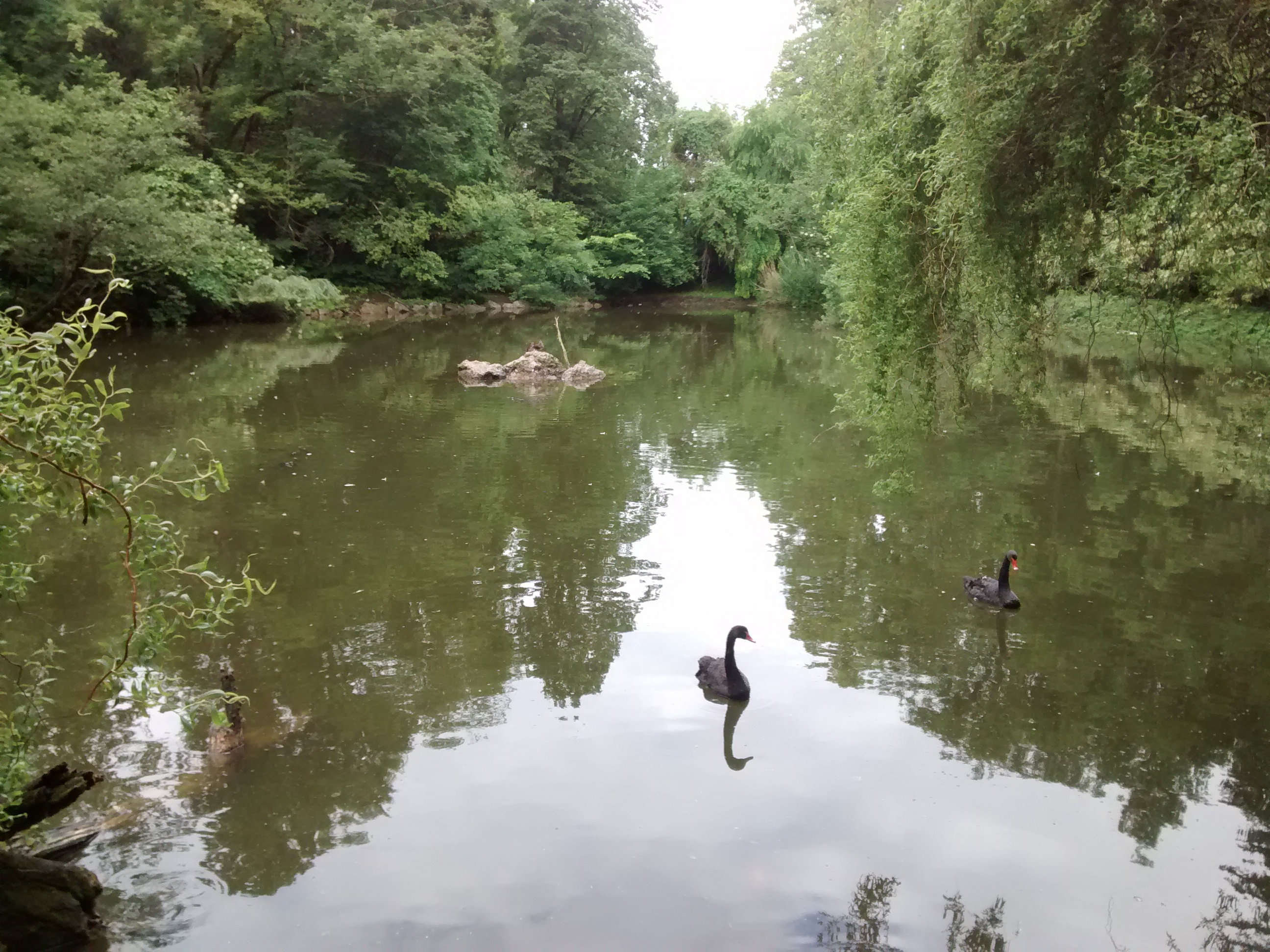
Великий ставок
в парку замку Амбрас

Центральний замок епохи Відродження оточений парком, що протягом століть був розділений на три частини: на схід від замку — парк дикої природи, на захід і північ — ландшафтна частини парку та на південній стороні його обгороджена муром частина — сад епохи Відродження. З 1928 року парк належить Австрійській Республіці та перебуває під управлінням Федеральних садів. З 2007 року комплекс перебуває під охороною пам'яток (Denkmalschutz).
Відразу на схід від головного входу в замок Амбрас можна побачити Великий ставок, створений Габсбургами для рідкісних водоплавних птахів. В ставок впадає потік Альдрансер (Aldranser Bach), що живить його водою, і потім витікає з нього з іншого боку. Тому вода в ставку завжди чиста. Мулисте дно та очеретяні зарості забезпечують їжею птахів та служать їм притулком.

## Пам'ятна срібна монета Замок Амбрас

Кожна країна з єврозони карбує із золота або срібла, а також з інших металів, пам'ятні монети присвячені визначним особистостям, пам'ятникам культури та рокам різних історичних подій. Австрія була першою державою єврозони, яка в січні 2002 року ввела пам'ятну срібну монету «Замок Амбрас» номіналом 10 євро. Монетний двір Австрії започаткував її випуском серію срібних монет «Австрія та її народ. Замки Австрії», до якої протягом 2002—2004 років увійшли шість пам'ятних монет, присвячених замкам та палацам Австрії. Ці монети, випущені на австрійському монетному дворі, приймаються для регулярних платежів тільки на території Австрії, на відміну від австрійських монет євро звичайного карбування, які є засобом платежу у всіх країнах єврозони.

## Галерея
|                           |
| Колекція обладунків. 2011 |

|                           |
| Колекція обладунків. 2008 |

|                      |
| Іспанська зала. 2008 |

|      |
| 2008 |

|                     |
| Каплиця замку. 2008 |

|      |
| 2008 |

|      |
| 2008 |

|                         |
| Сонячний годинник. 2012 |

|                     |
| Вхід до парку. 2012 |

|      |
| 2008 |

|                  |
| Парк замку. 2008 |

|                       |
| Засніжений парк. 2009 |